# Armin Krings
Armin Krings (* 22. November 1962 in Mönchengladbach) ist ein ehemaliger luxemburgischer Fußballspieler deutscher Herkunft. Er spielte von 1981 bis 1997 bei Avenir Beggen und FC Monnerich und von 1987 bis 1991 für die Nationalmannschaft von Luxemburg.

## Verein
Armin Krings wurde in Mönchengladbach geboren. Bis Anfang der 1980er-Jahre spielte er für die Nachwuchsmannschaften von Borussia Mönchengladbach; einer seiner Mannschaftskollegen war seinerzeit Michael Frontzeck. Zu dieser Zeit erhielt er Anfragen aus der 2. Bundesliga, zum Beispiel von Viktoria Köln. Er wollte seinerzeit kein Berufsfußballer werden, sondern einen außersportlichen Beruf erlernen und wechselte 1981 zum damaligen luxemburgischen Erstligisten Avenir Beggen. Dort konnte er neben seiner Ausbildung bei einer Bank in der ersten luxemburgischen Liga und im Europapokal der Landesmeister spielen. Er gewann mit Avenir fünfmal den Meistertitel und sechsmal auch den nationalen Pokal. 1982 (25 Tore), 1984 (26 Tore), 1985 (16 Tore), 1986 (25 Tore), 1987 (21 Tore), 1989 (21 Tore) und 1993 (23 Tore) war er luxemburgischer Torschützenkönig. Er erzielte mit 255 Treffern die bis heute immer noch meisten Tore in der ersten luxemburgischen Liga.

## Nationalmannschaft
Für die luxemburgische Fußballnationalmannschaft absolvierte er 14 Spiele und erzielte ein Tor. Sein Debüt absolvierte er am 9. September 1987 im Spiel gegen Irland (1:2). In diesem Spiel erzielte er sein einziges Länderspieltor.

## Erfolge
- Luxemburgischer Meister: 1982, 1984, 1986, 1993, 1994
- Luxemburgischer Pokalsieger: 1983, 1984, 1987, 1992, 1993, 1994
- Torschützenkönig der Nationaldivision: 1982, 1984, 1985, 1986, 1987, 1989, 1993

## Privat
Armin Krings heiratete im September 1985 die luxemburgische Tischtennisnationalspielerin Carine Risch. Das Paar hat zwei Kinder.